# Dueurt
Dueurt (Epilobium) er en slægt med næsten 200 arter, som er udbredt i Europa, Asien, Nordamerika og på New Zealand. Det er for det meste urteagtige planter (enårige eller stauder) med opret vækst. Enkelte arter er halvbuske. Bladene er modsatte (i hvert fald nederst), og blomsterne sidder samlet i endestillede aks eller klaser. Den enkelte blomst er 4-tallig og lyserød eller næsten hvid. Frugten er en kapsler med talrige frø.
Slægten har været gennem en del taxonomiske ændringer, men i dag ser der ud til at være enighed om at indordne arter fra de tidligere slægter Boisduvalia, Chamaenerion, Chamerion, Pyrogennema og Zauschneria under Dueurt (Epilobium).
Her beskrives kun de arter, som er vildtvoksende i Danmark, eller som dyrkes her. Mange af arterne er frygtede ukrudt i haver og parker.
| Beskrevne arter |

- Dunet dueurt (Epilobium parviflorum)
- Glat dueurt (Epilobium montanum)
- Kantet dueurt (Epilobium tetragonum)
- Kirtlet dueurt (Epilobium ciliatum)
- Kærdueurt (Epilobium palustre)
- Lodden dueurt (Epilobium hirsutum)
- Risdueurt (Epilobium obscurum)
- Rosendueurt (Epilobium roseum)

| Andre arter |

| - Epilobium bongardii - Epilobium brachycarpum - Epilobium canum - Epilobium chilense - Epilobium collinum - Epilobium densiflorum - Epilobium denticulatum - Epilobium glaucum - Epilobium haenkeanum | - Epilobium hornemannii - Epilobium lactiflorum - Epilobium minutiflorum - Epilobium minutum - Epilobium origanifolium - Epilobium septentrionale - Epilobium torreyi - Epilobium valdiviense |

Bemærk, at arterne under Gederams er udskilt fra Epilobium og indsat i den selvstændige slægt Chamerion.